# Прудищі (Новгородська область)
Прудищі (рос. Прудищи) — присілок у Боровицькому районі Новгородської області Російської Федерації.
Населення становить 5 осіб. Належить до муніципального утворення Прогреське сільське поселення.

## Історія
До 1927 року населений пункт перебував у складі Новгородської губернії. У 1927-1944 роках перебував у складі Ленінградської області.
Орган місцевого самоврядування від 2010 року — Прогреське сільське поселення.

## Населення
| 2000 | 2001 | 2002 | 2003 | 2004 | 2005 | 2006 |
| ---- | ---- | ---- | ---- | ---- | ---- | ---- |
| 9    | ↘7   | →7   | ↗8   | ↘7   | ↗8   | →8   |
| 2007 | 2008 | 2009 | 2010 |      |      |      |
| ↘7   | ↗9   | ↘7   | ↘5   |      |      |      |